# Parabolani
Parabolani (parabolanie) – w chrześcijaństwie starożytnym najniższa klasa duchownych, której zadaniem była opieka nad chorymi, zwłaszcza nad chorymi zakaźnie, a także ich grzebanie. W większości wywodzili się z niewykształconych warstw społeczeństwa, toteż często byli wykorzystywani jako polityczne bojówki biskupów aleksandryjskich. W 412 roku parabolanie stali na czele tłumu niszczącego dzielnicę żydowską w Aleksandrii.
Swoją nazwę zawdzięczają zajęciu, którym się trudnili (gr. παραβάλλεσθαι τὴν ζωήν – ryzykujący życie, zajmujący się niebezpiecznymi czynnościami). Pierwotnie termin παράβολοι (łac. paraboli, parabolarii) oznaczał gladiatorów walczących na arenach z dzikimi zwierzętami. W związku z tym, że w czasie prześladowań chrześcijanie byli często skazywani na pożarcie, nazwę tę zaczęto stosować do chrześcijan w ogólności. Tertulian uzasadniał nazywanie chrześcijan parabolani również faktem, że przyjęcie chrześcijaństwa samo w sobie było w ówczesnych czasach ryzykowne.
Parabolani jako opiekujący się chorymi, zostali ustanowieni stanem duchownym najprawdopodobniej w czasach Konstantyna Wielkiego, chociaż w rzeczywistości mogli być po raz pierwszy zorganizowani jako wspólnota w drugiej połowie III wieku przez patriarchę Dionizego Wielkiego w czasie panującej w Aleksandrii epidemii.
Jako duchowni podlegali patriarchom, dla których stanowili również straż przyboczną.
Z powodu ich odwagi i lekceważącego stosunku do śmierci, obawiając się jednocześnie powstania stronnictwa opozycyjnego, które mogłoby zaistnieć przy patriarchach, cesarz Teodozjusz II w swoim kodeksie ograniczył prawa parabolan. Bractwa, które tworzyli, miały określoną liczbę członków, a w mieście mogło istnieć tylko jedno bractwo tego typu. Z powodu, że parabolanie byli często wykorzystywani przez biskupów aleksandryjskich do likwidacji przeciwników politycznych i niewygodnych osób, na podstawie prawa cesarskiego z 416 roku nie wolno im było uczestniczyć w publicznych zgromadzeniach i w widowiskach, a nadzór nad nimi powierzony został prefektom miast.
Za czasów Teodozjusza bractwo liczyło w Aleksandrii ok. 600 osób, jednak w związku z wielokrotnym udziałem parabolan w rozgrywkach politycznych ich liczbę w roku 416, zmniejszono do 500 osób. Również cesarz Justynian I Wielki w swoim kodeksie ograniczył liczebność bractwa w Konstantynopolu z 1100 do 950 osób. Kodeks Justyniana jest poza tym ostatnim dokumentem historycznym, który wspomina bractwo.
Parabolani zostali wykorzystani przez patriarchę Dioskura do rozgromienia przeciwników w czasie tzw. synodu zbójeckiego. Są odpowiedzialni również za akty gwałtu i przemocy podczas Soboru efeskiego. Byli zaangażowani w kampanię oszczerstw prowadzoną przeciw aleksandryjskiej matematyczce Hypatii oraz w jej zabójstwo.